# Stätzerhorn
El Stätzerhorn (también conocido como Piz Raschil) es una montaña de los Alpes de Plessur, con vistas a Lenzerheide en el cantón de Graubünden (Suiza). Con una elevación de 2.575 (8.445 pies) metros sobre el nivel del mar, el Stätzerhorn es el punto culminante de la cordillera que se encuentra al oeste del paso de Lenzerheide. Varios senderos conducen a la cima desde ambos lados de la montaña. En invierno, el Stätzerhorn forma parte de una zona de esquí.